# Corybas cryptanthus
Corybas cryptanthus là một loài thực vật có hoa trong họ Lan. Loài này được Hatch mô tả khoa học đầu tiên năm 1956.